# Choroba Behçeta

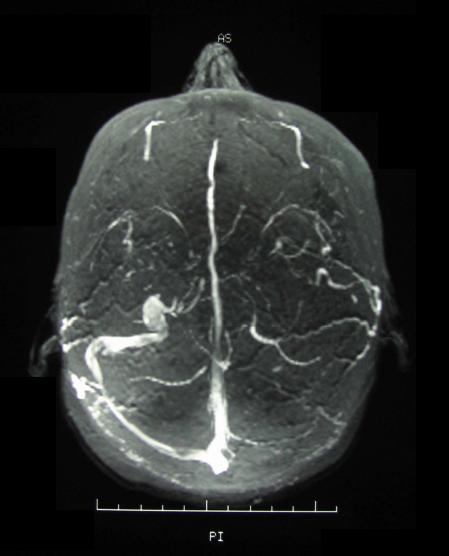
Wenogram MRI głowy tego samego pacjenta, stwierdzono zakrzepicę zatoki lewej esowatej i obu poprzecznych

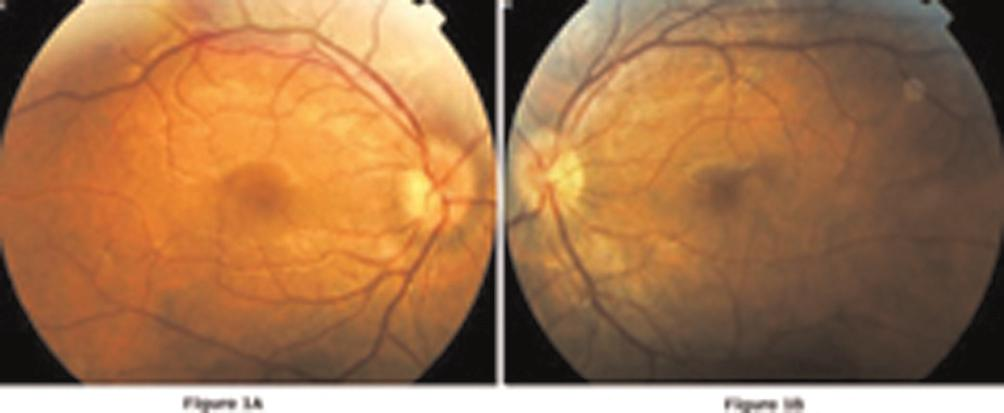
Zmiany na dnie oka – obrzęk tarczy nerwu wzrokowego

Choroba Behçeta (choroba Adamantiadesa-Behçeta, łac. morbus Behçeti, ang. Behçet's disease) – układowe zapalenie naczyń małych, średnich i dużych, które współistnieje z bolesnymi owrzodzeniami skóry oraz błon śluzowych narządów płciowych i jamy ustnej, a także z zajęciem procesem chorobowym różnych narządów (stawy, oczy, układ nerwowy, przewód pokarmowy).

## Historia
Choroba po raz pierwszy została prawdopodobnie opisana już w V wieku p.n.e. przez Hipokratesa . Autorem pierwszego opisu schorzenia w czasach nowożytnych był w roku 1931 grecki okulista Benediktos Adamantiades . Choroba przyjęła natomiast nazwę od nazwiska Hulusi Behçeta (czyt. /behˈtʃeta/; 1889–1948), tureckiego dermatologa, który w roku 1924 stwierdził objawy tego schorzenia u jednego ze swoich pacjentów i opisał je jako symptomy nowej jednostki chorobowej w 1936 roku w Archives of Skin and Veneral Diseases . Nazwa choroby została oficjalnie przyjęta na Międzynarodowym Kongresie Dermatologicznym w Genewie w roku 1947.

## Epidemiologia
Choroba występuje najczęściej w Turcji (80–370 przypadków/100 tys. mieszkańców/rok)  i krajach Bliskiego Wschodu. W Europie i USA jest to schorzenie zdecydowanie rzadsze, stwierdza się 0,1-7,5 nowych przypadków na 100 tys. obywateli w ciągu roku . Chorują najczęściej ludzie w 3. dekadzie życia a zapadalność jest podobna u obu płci, poza krajami Bliskiego Wschodu, gdzie choroba dotyczy głównie mężczyzn .

## Etiologia
Przyczyna choroby nie jest znana, choć bierze się pod uwagę zaburzenia układu immunologicznego, które prowadzą do zapalenia naczyń  .

## Kryteria rozpoznania
- bolesne afty w jamie ustnej (92-100%)[4] , pojawiające się co najmniej 3 razy w ciągu roku
- obecność co najmniej 2 z poniższych cech:
  - owrzodzenia narządów płciowych (57-93%)[4] 
  - zmiany dotyczące oczu (29-100%)[4] : zapalenie błony naczyniowej oka lub zapalenie naczyń siatkówki oka
  - zmiany skórne (38-99%)[4]  takie jak: rumień guzowaty, zmiany pseudo-trądzikowe, wędrujące zapalenie żył powierzchownych skóry
  - patergia, czyli powstanie zmian zapalnych dotyczących skóry po jej niewielkim urazie
- zapalenie stawów bez obecności nadżerek (16-84%)[4]
- zaburzenia ośrodkowego układu nerwowego – bóle głowy, zaburzony nastrój, uszkodzenie różnych struktur mózgu (tzw. postać „neuro-Behçet”)
- zakrzepowe zapalenie żył głębokich
- zaburzenia układu pokarmowego – biegunka

Nowe kryteria rozpoznania choroby Behceta - ChB (ICBD - International Criteria for Behcet's Disease) wprowadzono w roku 2013. Są one zarekomendowane jako obowiązujące w chwili obecnej (2018). W odróżnieniu od kryteriów z roku 1990 (ISG - International Study Group) opisanych powyżej, występowanie aft w jamie ustnej nie jest dłużej kryterium obowiązkowym. Kryterium patergii jest kryterium dodatkowym, opcjonalnym. Oprócz pięciu „starych” kryteriów (jama ustna, genitalia, skóra, oczy, patergia), wprowadzono dwa nowe: kryterium układu nerwowego i kryterium układu krwionośnego. Diagnozowanie choroby odbywa się metodą systemu punktowego. Za chorego na ChB uznaje się osobę uzyskującą 4 punkty lub więcej. 2 punkty przypisane są trzem kryteriom - aftozie jamy ustnej, aftozie genitaliów, oraz problemom związanym z oczami. Jeden punkt przypisany jest zmianom skórnym, zmianom w układzie nerwowym oraz zmianom w układzie krwionośnym. Dodatkowo można otrzymać 1 punkt za pozytywny wynik testu patergii. Uzyskanie sześciu lub więcej punktów klasyfikuje pacjenta jako chorego z prawdopodobieństwem w granicach 99 procent (prawdopodobieństwo że osoba zdrowa zostanie zakwalifikowana jako chora jest mniejsze niż 1%) Jakakolwiek kombinacja dwóch z trzech kryteriów za 2 punkty klasyfikuje pacjenta jako osobę chorą, jest to znaczne obniżenie poziomu rozpoznawalności ChB względem ISG, gdzie pacjent musiał spełniać 3 kryteria (główne - jama ustna, plus dwa z czterech dodatkowych).
ICBD różni od ISG znaczny wzrost czułości testu - z 81% do 94%, przy jednoczesnym niewielkim spadku swoistości z 96% do 92%, co jest nadal wynikiem zadowalającym. Również próba użyta do wnioskowania jest bardziej reprezentatywna - przeprowadzono badania na 2556 pacjentach z ChB oraz 1163 pacjentach kontrolnych z 27 krajów, natomiast ISG obejmowało dane od 914 pacjentów z 7 krajów (jedynie Iran, Turcja, Japonia, Tunezja, Wielka Brytania, USA i Francja). Test patergii uznano za opcjonalny, gdyż jego czułość dla pacjentów z basenu Morza Śródziemnego była bardzo wysoka - w granicach 95%, natomiast u pacjentów z Europy i USA była znacznie niższa. Badania były prowadzone w latach 2005-2006.
| Objaw                                                   | Liczba pacjentów Z ChB | Czułość % | Liczba pacjentów naśladowczych | Swoistość % |
| ------------------------------------------------------- | ---------------------- | --------- | ------------------------------ | ----------- |
| Aftoza jamy ustnej                                      | 1248                   | 98        | 378                            | 35          |
| Aftoza genitaliów                                       | 950                    | 74        | 35                             | 94          |
| Manifestacje skórne                                     | 899                    | 70        | 76                             | 87          |
| Psedofolliculitis                                       | 674                    | 53        | 48                             | 92          |
| Rumień guzowaty                                         | 406                    | 32        | 27                             | 95          |
| Aftoza skóry                                            | 56                     | 4         | 10                             | 98          |
| Zmiany w oku                                            | 703                    | 55        | 139                            | 76          |
| Zapalenie błony naczyniowej przednie (anterior uveitis) | 508                    | 40        | 120                            | 79          |
| Zapalenie błony naczyniowej tylne (posterior uveitis)   | 482                    | 38        | 76                             | 87          |
| Zapalenie ukrwienia siatkówki (retinal vasculitis)      | 288                    | 23        | 21                             | 96          |
| Manifestacje stawowe                                    | 652                    | 51        | 213                            | 63          |
| Arthralgia                                              | 443                    | 35        | 161                            | 72          |
| Arthritis                                               | 289                    | 23        | 76                             | 87          |
| Manifestacje neurologiczne                              | 212                    | 17        | 16                             | 97          |
| OUN                                                     | 155                    | 12        | 9                              | 98          |
| Obwodowy układ nerwowy                                  | 63                     | 5         | 8                              | 99          |
| Objawy układu krwionośnego                              | 242                    | 19        | 36                             | 94          |
| Objawy układu pokarmowego                               | 80                     | 6         | 17                             | 97          |
| Zapalenie najądrza (epididymitis)                       | 91                     | 7         | 9                              | 98          |
| Pozytywny test patergii                                 | 419                    | 47        | 33                             | 92          |

## Leczenie

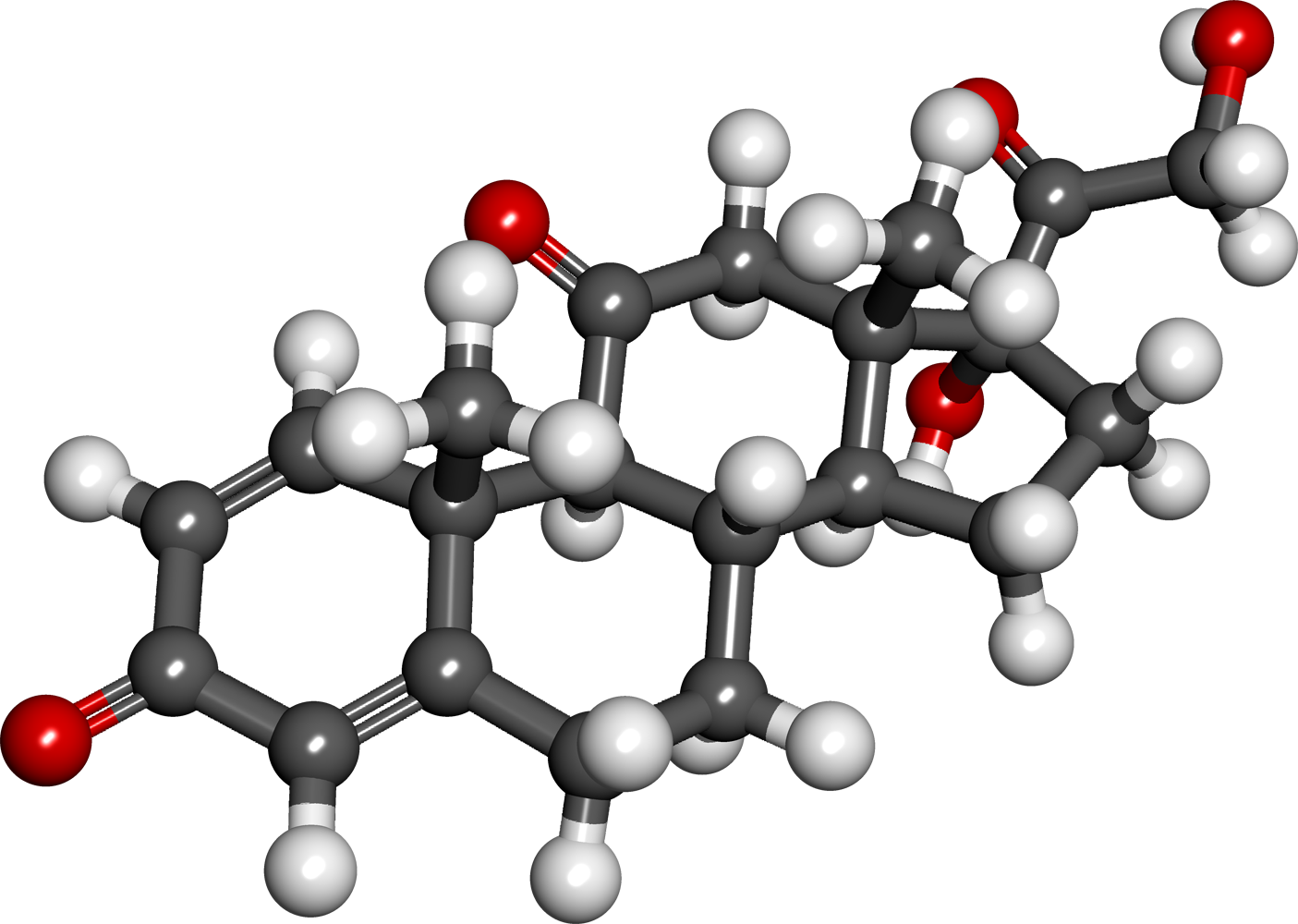
Model kulkowo-kijowy prednizonu leku immunosupresyjnego

Obecna terapia polega na łagodzeniu objawów chorobowych, zmniejszeniu stanu zapalnego oraz kontroli układu odpornościowego pacjenta. W leczeniu zmian skórnych wykorzystuje się glikokortykosteroidy, takrolimus, kolchicynę, dapson, antybiotyki, talidomid, interferon-α, metotreksat. W terapii zmian narządowych stosuje się glikokortykosteroidy, intereferon-α, cyklosporynę, azatioprynę, cyklofosfamid. W ostatnich latach wprowadza się do leczenia z dobrym skutkiem nowoczesne leki biologiczne skierowane przeciwko TNF-α: infliksimab zatwierdzony do terapii zapalenia błony naczyniowej oka   czy etanercept w leczeniu zmian skórnych i śluzówkowych .

## Rokowanie
Na ogół dobre, o ile nie dojdzie do zajęcia ośrodkowego układu nerwowego lub płuc.